# Universidade Licungo
A Universidade Licungo (UniLicungo) é uma universidade pública moçambicana, multicampi, sediada na cidade de Quelimane.
A universidade surgiu do desmembramento dos polos de Quelimane e Beira da Universidade Pedagógica em meio à reforma no ensino superior moçambicano ocorrida no ano de 2019.
Sua área de actuação primaz é nas províncias de Zambézia e Sofala.

## Etimologia
O nome da universidade, assim como da maioria das instituições de ensino superior públicas do país, faz referência a um rio, neste caso ao rio Licungo.

## Histórico
A UniLicungo descende principalmente do antigo polo da Universidade Pedagógica (UP) em Quelimane.
Em 2019 os polos de Quelimane e Beira são afetados com a reforma do ensino superior promovida pelo governo de Moçambique. A reforma propunha a descentralização da UP, de maneira que pudesse constituir novos centros universitários autônomos. De tal proposta surgiu a UniLicungo, efetivada pelo decreto-lei n° 3/2019, de 15 de fevereiro de 2019, aprovado pelo Conselho de Ministros.